# Enver Ismaïlov
Pour les articles homonymes, voir Ismaïlov.
Enver Ismaïlov est un guitariste de jazz de nationalité tatare et de citoyenneté ukrainienne.

## Biographie
Né en 1955 à Ferghana, en RSS d'Ouzbékistan, Ismaïlov vit désormais en Crimée à Simféropol, pays de ses racines. 
Enver Ismaïlov est diplômé de basson à l'école de musique de Ferghana en 1973, mais commence à l'âge de quinze ans à apprendre la guitare.
Il est premier prix du premier concours européen de guitaristes internationaux. Il est élu musicien de l'année en 1995 par la critique musicale ukrainienne.

## Jeu
Sa manière de jouer de la guitare électrique utilise le tapping, qui consiste à frapper les cordes au niveau du manche, des deux mains, comme le fait aussi Stanley Jordan.
La musique d'Ismaïlov s'inspire du jazz, du folklore méditerranéen, des Balkans, d'Inde et d'Asie centrale, et de musique classique. Il joue dans de nombreuses pièces avec des temps souvent utilisés dans la musique balkanique ou d'Asie centrale : 5/8, 7/8, 9/8, 11/8, 11/16 et 13/16.

## Discographie
- 1991 : At A Fergana Bazzar, solo, live in Münster
- 1991 : The Eastern Legend, solo (RDM)
- 1992 : Kara Deniz / Black Sea avec Burhan Öçal (Unit Records)
- 1995 : Dancing Over The Moon avec Geoff Warren
- 1997 : Yarimada / Peninsula (RDM)
- 1998 : Minaret, Crimea Art Trio (Symphocarre)
- 2000 : Eastern Legend (Boheme)
- 2004 : With My Best Wishes!
- 2007 : Around the Black Sea